# Real Love (album Sarah Connor)
Real Love  è l'ottavo album studio della cantante tedesca Sarah Connor, pubblicato dalla X-Cell e Universal Music Group il 22 Ottobre 2010. Nel progetto sono stati coinvolti artisti come Alexander Geringas, Robin Grubert, Michelle Leonard, and Erik Lewander, Kay Denar and Rob Tyger.

## Tracce
1. Cold as Ice – 4:12 (Rob Tyger, Kay Denar)
2. Carry Me Home – 3:56 (Nalle Ahlstedt, Michelle Leonard, Jaakko Saalovaara)
3. Leave with a Song – 3:08 (Alex Cantrall, Dwight Watson, Erica Watson, Jonas Jeberg)
4. Real Love – 3:08 (Alexander Geringas, Bernd Klimpel, Rike Boomgaarden, Charlie Mason)
5. Stand Up – 3:12 (Hiten Bharadia, Björn Djupstrom, Dion Howell)
6. Break My Chains – 4:09 (Rob Tyger, Kay Denar)
7. Can't Get Over You – 4:27 (Rob Tyger, Kay Denar)
8. It Only Hurts When I Breathe – 3:50 (Rob Tyger, Kay Denar)
9. Back from Your Love – 3:22 (Hiten Bharadia, Philip Hochstrate, Emma Stakes)
10. Time 2 – 3:30 (Hiten Bharadia, Philippe-Marc Anquetil, Christopher Lee-Joe, Sarah West)
11. Rodeo – 3:30 (Robin Grubert, Ali Zuckowski, Charlie Mason)
12. Better Man – 3:20 (Lloyd Bentley Scott)
13. Keep the Fire Burnin – 3:52 (Rob Tyger, Kay D)
14. Miss U Too Much – 3:57 (Rob Tyger, Kay D)
15. Soldier with a Broken Heart – 3:51 (Sarah Connor, Erik Lewander, Hayden Bell, Hiten Bharadia)

Tracce bonus nell'edizione deluxe
1. Top of the World – 3:13 (Hiten Bharadia, Philippe-Marc Anquetil, Christopher Lee-Joe)
2. This Is What It Feels Like – 3:52 (Hiten Bharadia, Philippe-Marc Anquetil, Christopher Lee-Joe, Sarah Connor)
3. In Love Alone – 4:05 (Sarah Connor, Hiten Bharadia, Philippe-Marc Anquetil)

DVD bonus nell'edizione deluxe
Live at Planet Rock Studios
1. Cold as Ice - 4:15
2. Carry Me Home - 3:56
3. Back from Your Love - 3:25
4. Break My Chains - 4:25
5. Rodeo - 3:53
6. Real Love - 3:13
7. From Zero to Hero - 3:42
8. Interview Sarah - 24:41
9. Cold as Ice (videoclip) - 4:12
10. Sarah Connor Secret gig - 27:03